# Ramulus ziziphus
Ramulus ziziphus är en insektsart som först beskrevs av Thanasinchayakul 2006.  Ramulus ziziphus ingår i släktet Ramulus och familjen Phasmatidae. Inga underarter finns listade i Catalogue of Life.